# Attila Osváth
Attila Osváth (sinh 12 tháng 12 năm 1995) là một cầu thủ bóng đá Hungary hiện tại thi đấu cho Puskás Akadémia.
Anh cũng là một phần của đội tuyển U-20 Hungary tại Giải bóng đá U-20 vô địch thế giới 2015. Ngày 1 tháng 10 năm 2015, lần đầu tiên anh được triệu tập lên đội tuyển tham gia trận vòng loại trước Quần đảo Faroe và Hi Lạp vào ngày 8 và 11 tháng 10 năm 2015.